# 치경 충격 흡착음
치경 충격 흡착음은 흡착음 종류 중 하나다. 

## 조음 방법
혀끝을 윗잇몸에서 빨아들여서 혀를 그대로 즉 빨아들인 상태로 내리친다. 

## 국제음성기호
국제음성기호로는 ǃ͡¡로 표기한다. 치경 흡착음을 의미하는 !와 치경 충격음을 의미하는 ¡를 합친 것이다.

## 같이 보기
- 치경음
- 흡착음
- 충격음
- 치경 충격음
- 치경 흡착음